# جان فيليب إيكوفاي
جان فيليب إيكوفاي هو ممثل سويسري، ولد في 8 يوليو 1959 بلوزان في سويسرا.

## أعمال

### أفلام
- (1994) الملكة مارغو
- (2007) قناع الغوص والفراشة[3]
- (2010) زجاجة في بحر غزة

## وصلات خارجية
- جان فيليب إيكوفاي على موقع IMDb (الإنجليزية)
- جان فيليب إيكوفاي على موقع ألو سيني (الفرنسية)
- جان فيليب إيكوفاي على موقع أول موفي (الإنجليزية)
- جان فيليب إيكوفاي على موقع قاعدة بيانات الأفلام السويدية (السويدية)
- جان فيليب إيكوفاي على موقع قاعدة بيانات الفيلم (الإنجليزية)
- جان فيليب إيكوفاي على موقع كينوبويسك (الروسية)